# Jacques Borel (écrivain)
 (mars 2019).
Si vous disposez d'ouvrages ou d'articles de référence ou si vous connaissez des sites web de qualité traitant du thème abordé ici, merci de compléter l'article en donnant les références utiles à sa vérifiabilité et en les liant à la section « Notes et références ».
Pour les articles homonymes, voir Borel et Jacques Borel.
Jacques Borel, né dans le 14e arrondissement de Paris le 17 décembre 1925  et mort à Villejuif le 25 septembre 2002, est un écrivain français.

## Biographie
Jacques Odilon Charles Borel fut aussi professeur d'anglais, notamment au lycée Rodin, poète, traducteur de James Joyce — Le Chat et le Diable et des poèmes — et éditeur des œuvres complètes de Verlaine dans la Pléiade.

## Œuvre
Son œuvre, relativement méconnue du grand public, est essentiellement autobiographique, dominée par le thème de la mémoire et hantée par une certaine culpabilité, le mythe de la chute : « La mémoire m'est longtemps apparue comme la dépositaire de l'être même », écrit-il dans Journal de la mémoire (Champ Vallon, 1994), constitué d'extraits de carnets qu'il tint durant toute sa vie. Lecteur passionné de Proust, usant d'une phrase très longue et complexe, il obtient le prix Goncourt 1965 pour son premier roman, L'Adoration, dont le personnage central, sa mère, réapparaît dans La Dépossession (Gallimard, 1973), qui relate sa chute dans la démence. Mais ce n'est qu'en 1997, avec L'Aveu différé, qu'il raconte véritablement son enfance dans une confession torrentielle. La plupart de ses autres livres, tenant à la fois du genre autobiographique, du récit et de l'essai, sont également des explorations de la mémoire : Le Retour, L'Attente. La Clôture. Récits, Le Déferlement, L'Effacement.
La Mort de Maximilien Lepage, acteur (Gallimard, 2001) fait figure d'exception dans son œuvre, qui compte aussi des poèmes, puisqu'il s'agit d'un roman au sens propre du terme, l'histoire des souvenirs d'un autre.

## Œuvres
- L'Adoration, Gallimard, 1965 - Prix Goncourt
- Tata ou De l'Éducation, Gallimard, 1967
- Le Retour, Gallimard, 1970
- Marcel Proust, Seghers, 1972
- La Dépossession - Journal de Ligenère, Gallimard, 1973
- Commentaires, Gallimard, 1974
- Un voyage ordinaire, La Table Ronde, 1975 - nouvelle édition Le Temps qu'il fait, 1993
- Poésie et nostalgie, Berger-Levrault, 1978
- Histoire de mes vieux habits, Balland, 1979
- Petite histoire de mes rêves, Luneau-Ascot, 1981
- L'Enfant voyeur, Ulysse Fin de Siècle, 1987
- L'Attente. La Clôture. Récits, Gallimard, 1987
- Sur les murs du temps (poèmes), Le Temps qu'il fait, 1989
- Commémorations, Le Temps qu'il fait, 1990
- Le Déferlement, Gallimard, 1993
- Journal de la mémoire, Champ Vallon, 1994
- Propos sur l’autobiographie, Champ Vallon, 1994
- L'Aveu différé, Gallimard, 1997
- L'Effacement, Gallimard, 1998 - Prix des Charmettes/Jean-Jacques Rousseau
- Sur les poètes, Champ Vallon, 1998
- La Mort de Maximilien Lepage, acteur, Gallimard, 2001
- Ombres et dieux, L'Escampette, 2001
- Rue de l'exil, éditions Virgile, 2002